# Championnats du monde d'aquathlon 2015
Navigation
Édition précédente Édition suivante
Les championnats du monde d'aquathlon 2015, dix-huitième édition des championnats du monde d'aquathlon, ont lieu le 16 septembre 2015 à Chicago, aux États-Unis.

## Résultats

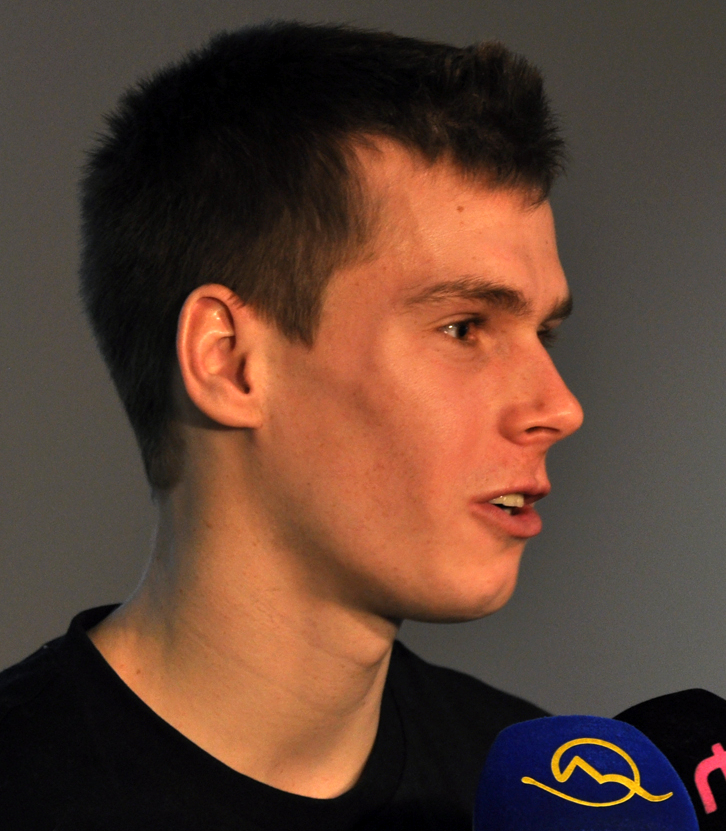
Richard Varga

À l'issue de la compétition, c'est le Slovaque Richard Varga qui s'impose sur l'épreuve en 25 minute et 42 secondes devant le Russe Igor Polyanskiy et l'Américain Matthew  McElroy , il remporte le titre mondial pour la quatrième fois après ses victoires sur cette compétition en 2010,2012 et 2013. Pour les femmes, c'est la Russe Anastasia Abrosimova qui remporte pour la première fois le titre en 29 minutes et 7 secondes. Elle s'impose avec une avance de 50 secondes sur sa compatriote Elena Danilova.

### Élite[2]
Distances parcourues
| Distances course (kilomètres) | Distances course (kilomètres) | Distances course (kilomètres) |
| Course à pied                 | Natation                      | Course à pied                 |
| ----------------------------- | ----------------------------- | ----------------------------- |
| -                             | 0,75                          | 5                             |

| Rang               | Athlète         | Pays       | Temps       |
| ------------------ | --------------- | ---------- | ----------- |
| Médaille d'or      | Richard Varga   | Slovaquie  | 25 min 42 s |
| Médaille d'argent  | Igor Polyanskiy | Russie     | 25 min 49 s |
| Médaille de bronze | Matthew McElroy | États-Unis | 25 min 58 s |

| Rang               | Athlète              | Pays   | Temps       |
| ------------------ | -------------------- | ------ | ----------- |
| Médaille d'or      | Anastasia Abrosimova | Russie | 29 min 7 s  |
| Médaille d'argent  | Elena Danilova       | Russie | 29 min 57 s |
| Médaille de bronze | Long Hoi             | Macao  | 30 min 38 s |